# Manolo Marín

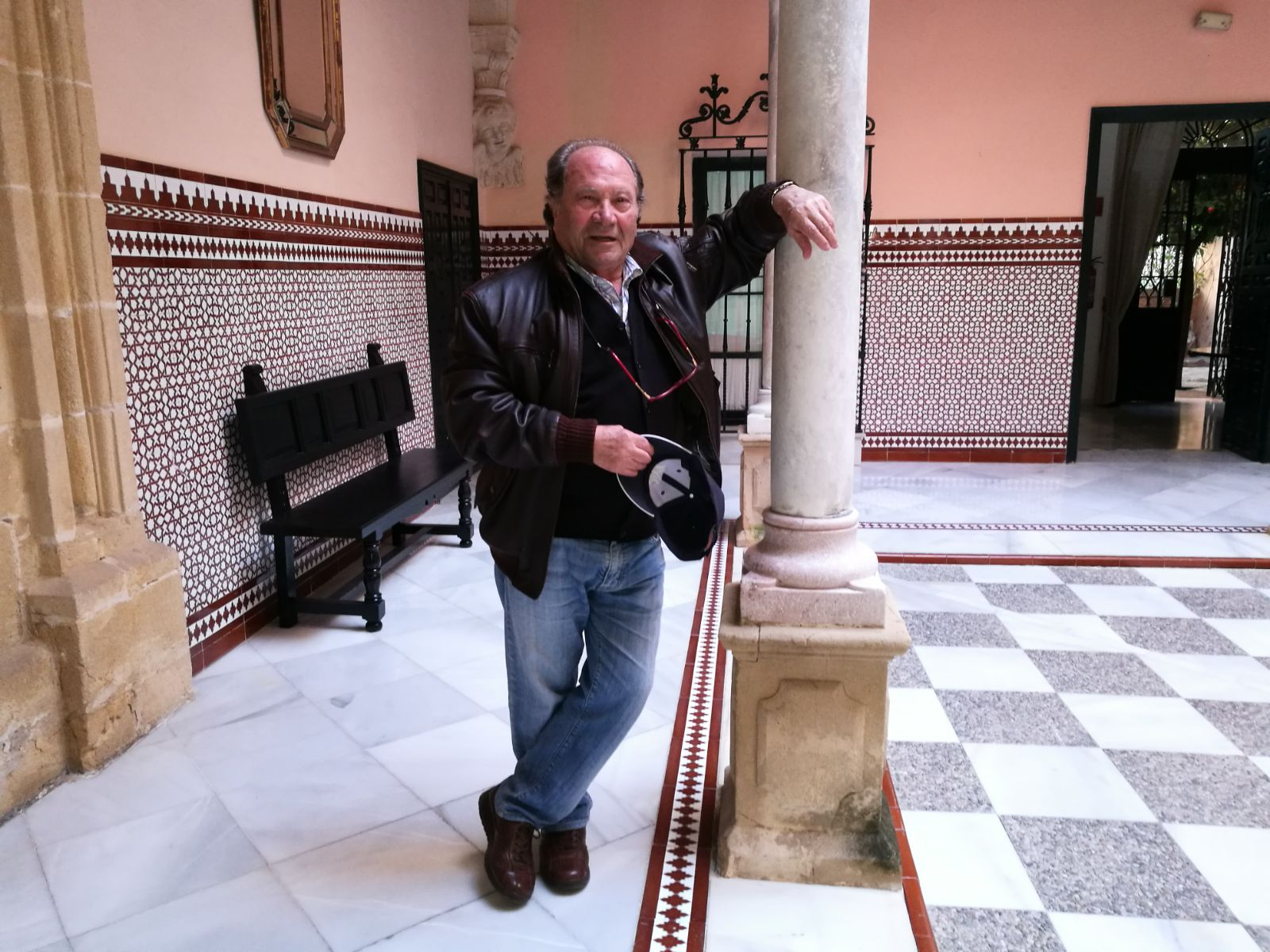
Manolo Marín

Manolo Domínguez Marín, bekannt als Manolo Marín (* 1934 oder 1936 in Sevilla) ist ein spanischer Flamenco-Tänzer und Choreograf.

## Leben
Manolo Marín begann als Autodidakt, motiviert durch seine Bewunderung für Enrique el Cojo. Seine ersten professionellen Auftritte hatte er im Tablao El Guajiro in Sevilla. Danach tanzte er in der Kompanie von Antonio Ruiz Soler. Schließlich gründete er eine eigene Kompanie, mit der er Tourneen nach Europa und Amerika unternahm.
Mit Cristina Hoyos arbeitete er
- 1989 im Film Montoyas y tarantos,[3]
- 1990 in Sueños flamencos,
- 1992 in Yerma und in Lo flamenco,
- 1996 in Arsa y toma.

Mit María Pagés inszenierte er
- 1994 De la luna al viento,
- 1998 La Tirana. In diesem Stück gab er eine Hommage an sein Vorbild Enrique el Cojo, indem er zu Beginn hinkend[4] in die Szene hineintanzte.
- 2001 Flamenco republic.

Herausragende Arbeiten mit anderen Künstlern waren:
- 1988 Yo elegí el flamenco für die japanische Tänzerin Yoko Komatsubara,
- 1989 Los hijos del hambre mit José Luis Ortiz Nuevo,
- 1990 Fedras für Manuela Vargas,
- 1992 Azabache für Gerardo Vera,
- 1996 die beiden Stücke Flamencos de Altozano und Homenaje a Albéniz: Suite Ibéria für die Compañía Andaluza de Danza.
- 2000 Ritmos mit dem kubanischen Tänzer Lázaro Noriega für die Kompanie von María Serrano.

Ebenfalls für María Serrano schuf Manolo Marín Mi Carmen Flamenca; das Stück wurde an der Deutschen Oper Berlin uraufgeführt. Ferner arbeitete er mit Carlos Gandolfo und dem Centro Andaluz de Teatro für dessen erstes Stück La reina andaluza (mit der Musik von Rafael Riqueni) zusammen. Für den Fernsehsender Canal Sur wirkte er an Buscando a Carmen mit und für das französische Fernsehen an Sangre de la Primavera.
2001 wurde er mit dem Premio a la Enseñanza en el baile flamenco der Universität von Jerez de la Frontera ausgezeichnet.
Im November 2002 schrieb er eine ägyptische Fassung des Mythos Carmen für das Kairoer Ballett. 2005 war er künstlerischer Leiter der Gala Flamenca in Japan, unter anderem mit Carmen Cortés, Merche Esmeralda und El Güito. Auch bei der Gala Flamenca 2006, die in London, Washington und New York aufgeführt wurde, war er künstlerischer Leiter. Dort traten unter anderem Merche Esmeralda, Javier Barón, Soledad Barrio sowie Adela und Rafael Campallo auf.